# Liga Mexicana de Béisbol 2014
La Temporada 2014 de la Liga Mexicana de Béisbol fue la edición número 90. Se acordó que la fecha de inicio de la campaña sería el 1 de abril con la visita de los Diablos Rojos del México a los campeones de 2013 los Tigres de Quintana Roo.
El resto de los juegos inaugurales fueron: Puebla en Oaxaca, Aguascalientes en Laguna, Saltillo en Monclova, Reynosa en Monterrey, Veracruz en Tijuana, Yucatán en Campeche y Ciudad del Carmen en Tabasco.
Se aprobó por unanimidad la venta de los Saraperos de Saltillo y los Leones de Yucatán, por lo que el circuito se mantuvo con sus mismas 16 plazas. Los Leones de Yucatán fueron vendidos a los hermanos Juan José y Erick Arellano Hernández, mientras que los Saraperos de Saltillo fueron adquiridos por Alejandro Garza.
Por otro lado, en Asamblea de Presidentes efectuada en la Ciudad de México, se anunció que los Petroleros de Minatitlán fueron comprados por el empresario Alberto Uribe Maytorena, quien se llevó al equipo a Tijuana, y que se integraron bajo el nombre de Toros de Tijuana en la Zona Norte. De esta manera, los Pericos de Puebla pasaron a la Zona Sur.
Esta campaña el circuito implementó una plataforma por la cual se podían ver cientos de juegos de la temporada llamada ligamexicanadebeisbol.tv.
Al término de la campaña 2014, se aumentó la asistencia en un 6.7% con respecto de la del 2013. Considerando la temporada regular, los Playoffs y la Serie del Rey, la LMB tuvo en 2014 una cifra total de 4 millones 619 mil 249 aficionados.
Los Diablos Rojos del México dirigidos por Miguel Ojeda se coronaron campeones al superar 4-0 a los Pericos de Puebla en la serie por el título. El juego decisivo se disputó el 11 de septiembre en el Foro Sol de México, D. F.
La Serie Final por el título de la LMB denominada Serie del Rey, fue transmitida por televisión en vivo y en exclusiva por TVC Deportes y AYM Sports, así como por LMB.TV. Mientras que la Cadena Rasa la transmitió por radio a nivel nacional por décimo año consecutivo.

## Cambios en la competencia
Se aprobó el sistema de competencia para la campaña 2014, el cual se basó en el formato de la temporada 2013, con la condición de que el Juego de Eliminación directa estaría sujeto a que la diferencia entre el cuarto y el quinto lugar no fuese mayor de tres juegos en el standing. Asimismo, todas las series de playoffs serían a ganar cuatro de siete posibles encuentros, iniciando en casa del equipo mejor ubicado con base en el porcentaje de ganados y perdidos.
Calendario
- Calendario Temporada 2014.

## Equipos participantes
| Liga Mexicana de Béisbol 2014 |                              |           |                          |                                |                                      |           |
| Zona                          | Equipo                       | Fundación | Mánager                  | Ciudad                         | Estadio                              | Capacidad |
| Norte                         | Acereros del Norte           | 1974      | Homar Rojas              | Monclova, Coahuila             | Monclova                             | 8,500     |
| Norte                         | Broncos de Reynosa           | 1963      | Roberto Méndez           | Reynosa, Tamaulipas            | Adolfo López Mateos                  | 10,000    |
| Norte                         | Diablos Rojos del México     | 1940      | Miguel Ojeda             | México, D. F.                  | Foro Sol                             | 25,000    |
| Norte                         | Rieleros de Aguascalientes   | 1975      | Mario Mendoza            | Aguascalientes, Aguascalientes | Alberto Romo Chávez                  | 6,494     |
| Norte                         | Saraperos de Saltillo        | 1970      | Juan Francisco Rodríguez | Saltillo, Coahuila             | Francisco I. Madero                  | 16,000    |
| Norte                         | Sultanes de Monterrey        | 1939      | Miguel Flores            | Monterrey, Nuevo León          | Monterrey                            | 22,061    |
| Norte                         | Toros de Tijuana             | 2004      | Jesús Sommers            | Tijuana, Baja California       | Gasmart                              | 17,000    |
| Norte                         | Vaqueros Laguna              | 1940      | Lino Rivera              | Torreón, Coahuila              | Revolución                           | 9,500     |
| Sur                           | Delfines del Carmen          | 2011      | Félix Fermín             | Ciudad del Carmen, Campeche    | Resurgimiento                        | 8,200     |
| Sur                           | Guerreros de Oaxaca          | 1996      | Héctor Álvarez           | Oaxaca, Oaxaca                 | Eduardo Vasconcelos                  | 7,200     |
| Sur                           | Leones de Yucatán            | 1954      | Orlando Sánchez          | Mérida, Yucatán                | Kukulcán                             | 14,917    |
| Sur                           | Olmecas de Tabasco           | 1975      | Alonso Téllez            | Villahermosa, Tabasco          | Centenario 27 de Febrero             | 8,500     |
| Sur                           | Pericos de Puebla            | 1938      | Joe Álvarez              | Puebla, Puebla                 | Hermanos Serdán                      | 12,112    |
| Sur                           | Piratas de Campeche          | 1980      | Dan Firova               | Campeche, Campeche             | Nelson Barrera Romellón              | 6,000     |
| Sur                           | Rojos del Águila de Veracruz | 1903      | Alfonso Jiménez          | Veracruz, Veracruz             | Deportivo Universitario "Beto Ávila" | 7,782     |
| Sur                           | Tigres de Quintana Roo       | 1955      | Roberto Vizcarra         | Cancún, Quintana Roo           | Beto Ávila                           | 9,500     |

## Posiciones
- Actualizadas las posiciones al 14 de agosto de 2014.

| Zona Norte     | Zona Norte | Zona Norte | Zona Norte | Zona Norte |
| Equipo         | JG         | JP         | PCT        | JV         |
| -------------- | ---------- | ---------- | ---------- | ---------- |
| México         | 70         | 42         | .625       | -          |
| Monclova       | 60         | 51         | .541       | 9.5        |
| Monterrey      | 61         | 52         | .540       | 9.5        |
| Laguna         | 58         | 54         | .518       | 12.0       |
| Saltillo       | 56         | 54         | .509       | 13.0       |
| Tijuana        | 55         | 58         | .487       | 15.5       |
| Aguascalientes | 51         | 61         | .455       | 19.0       |
| Reynosa        | 42         | 70         | .375       | 28.0       |

| Zona Sur          | Zona Sur | Zona Sur | Zona Sur | Zona Sur |
| Equipo            | JG       | JP       | PCT      | JV       |
| ----------------- | -------- | -------- | -------- | -------- |
| Quintana Roo      | 65       | 48       | .575     | -        |
| Puebla            | 61       | 48       | .560     | 2.0      |
| Campeche          | 56       | 53       | .514     | 7.0      |
| Ciudad del Carmen | 57       | 54       | .514     | 7.0      |
| Oaxaca            | 55       | 57       | .491     | 9.5      |
| Veracruz          | 52       | 60       | .464     | 12.5     |
| Yucatán           | 46       | 64       | .418     | 17.5     |
| Tabasco           | 46       | 65       | .414     | 18.0     |

| Clasificado a los playoffs |

| Clasificado como comodín |

## Juego de Estrellas
El Juego de Estrellas de la LMB se realizó el domingo 1 de junio en el Estadio Beto Ávila de Cancún, Quintana Roo, casa de los Tigres de Quintana Roo. En dicho encuentro la Zona Sur se impuso a la Zona Norte por 5-1. La Serie del Rey, al igual que en 2013, arrancó en casa del equipo que representó a los sureños. EL venezolano René Reyes de los Leones de Yucatán fue elegido el jugador más valioso del encuentro.
Tanto el Juego de Estrellas 2014 como el Home Run Derby fueron transmitidos en vivo y en exclusiva por TVC Deportes y Cadena Rasa.
- Programa del Juego de Estrellas 2014.
- Roster Zona Norte.
- Roster Zona Sur.

### Tirilla
| Equipo                                                                        | 1 | 2 | 3 | 4 | 5 | 6 | 7 | 8 | 9 | C | H | E |
| ----------------------------------------------------------------------------- | - | - | - | - | - | - | - | - | - | - | - | - |
| Zona Norte                                                                    | 0 | 1 | 0 | 0 | 0 | 0 | 0 | 0 | 0 | 1 | 3 | 1 |
| 'Zona Sur'                                                                    | 0 | 0 | 0 | 2 | 0 | 0 | 0 | 3 | X | 5 | 7 | 0 |
| G: Rolando Valdez (1-0, 0.00); P: Adalberto Flores (0-1, 18.00); SV: No hubo. |   |   |   |   |   |   |   |   |   |   |   |   |
| HR: NTE - John Lindsey. ASIST: 8,395.                                         |   |   |   |   |   |   |   |   |   |   |   |   |

### Home Run Derby
El Home Run Derby se realizó el domingo 1 de junio, al cual acudieron los líderes de cuadrangulares del circuito. El panameño Rubén Rivera de los Rieleros de Aguascalientes conectó un cuadrangular en la ronda final para superar al estadounidense John Lindsey de los Diablos Rojos del México, quien no conectó ninguno en la última ronda.

#### Jugadores participantes
| 'Zona Norte': 1. John Lindsey, de Diablos Rojos del México. 2. Willis Otáñez, de Rieleros de Aguascalientes. 3. Rubén Rivera, de Rieleros de Aguascalientes. 4. Josh Whitesell, de Saraperos de Saltillo. |  | 'Zona Sur': 1. Rubén Mateo, de Delfines del Carmen. 2. Refugio Cervantes, de Rojos del Águila de Veracruz. 3. Ángel Berroa, de Pericos de Puebla. 4. Jorge Guzmán, de Rojos del Águila de Veracruz. |

## Playoffs
|  | Juego de comodines | Juego de comodines | Juego de comodines |              |   | Primer Playoff    | Primer Playoff    | Primer Playoff    |   |  | Series de Campeonato           | Series de Campeonato           | Series de Campeonato           |   |  | Serie del Rey        | Serie del Rey        | Serie del Rey        |  |
|  | 15 de agosto       | 15 de agosto       | 15 de agosto       |              |   | 16 - 24 de agosto | 16 - 24 de agosto | 16 - 24 de agosto |   |  | 26 de agosto - 2 de septiembre | 26 de agosto - 2 de septiembre | 26 de agosto - 2 de septiembre |   |  | 6 - 11 de septiembre | 6 - 11 de septiembre | 6 - 11 de septiembre |  |
|  |                    |                    |                    |              |   |                   |                   |                   |   |  |                                |                                |                                |   |  |                      |                      |                      |  |
|  |                    |                    |                    |              |   |                   |                   |                   |   |  |                                |                                |                                |   |  |                      |                      |                      |  |
|  |                    |                    |                    |              |   |                   |                   |                   |   |  |                                |                                |                                |   |  |                      |                      |                      |  |
|  |                    |                    |                    |              |   |                   |                   |                   |   |  |                                |                                |                                |   |  |                      |                      |                      |  |
|  |                    |                    |                    |              |   |                   |                   |                   |   |  |                                |                                |                                |   |  |                      |                      |                      |  |
|  |                    | 3                  | Monterrey          | 4            |   |                   |                   |                   |   |  |                                |                                |                                |   |  |                      |                      |                      |  |
|  |                    |                    |                    | 4            |   |                   |                   |                   |   |  |                                |                                |                                |   |  |                      |                      |                      |  |
|  |                    |                    | 2                  | Monclova     | 0 |                   |                   |                   |   |  |                                |                                |                                |   |  |                      |                      |                      |  |
|  |                    |                    | 2                  | Monclova     | 0 |                   |                   |                   |   |  |                                |                                |                                |   |  |                      |                      |                      |  |
|  |                    |                    |                    |              |   |                   |                   |                   |   |  |                                |                                |                                |   |  |                      |                      |                      |  |
|  |                    |                    |                    |              |   |                   |                   |                   |   |  |                                |                                |                                |   |  |                      |                      |                      |  |
|  |                    |                    |                    |              |   |                   | 3                 | Monterrey         | 0 |  |                                |                                |                                |   |  |                      |                      |                      |  |
|  | Zona Norte         |                    |                    |              |   |                   | 3                 | Monterrey         | 0 |  |                                |                                |                                |   |  |                      |                      |                      |  |
|  |                    |                    | 1                  | México       | 4 |                   |                   |                   |   |  |                                |                                |                                |   |  |                      |                      |                      |  |
|  | 5                  | Saltillo           | 1                  | México       | 4 | 0                 |                   |                   |   |  |                                |                                |                                |   |  |                      |                      |                      |  |
|  | 5                  | Saltillo           |                    |              |   |                   |                   |                   |   |  |                                |                                |                                |   |  |                      |                      |                      |  |
|  | 4                  | Laguna             | 1                  |              |   |                   |                   |                   |   |  |                                |                                |                                |   |  |                      |                      |                      |  |
|  | 4                  | Laguna             | 1                  |              | 4 | Laguna            | 2                 |                   |   |  |                                |                                |                                |   |  |                      |                      |                      |  |
|  |                    |                    |                    |              | 4 | Laguna            | 2                 |                   |   |  |                                |                                |                                |   |  |                      |                      |                      |  |
|  |                    |                    | 1                  | México       | 4 |                   |                   |                   |   |  |                                |                                |                                |   |  |                      |                      |                      |  |
|  |                    |                    | 1                  | México       | 4 |                   |                   |                   |   |  |                                |                                |                                |   |  |                      |                      |                      |  |
|  |                    |                    |                    |              |   |                   |                   |                   |   |  |                                |                                |                                |   |  |                      |                      |                      |  |
|  |                    |                    |                    |              |   |                   |                   |                   |   |  |                                |                                |                                |   |  |                      |                      |                      |  |
|  |                    |                    |                    |              |   |                   |                   |                   |   |  |                                | 1                              | México                         | 4 |  |                      |                      |                      |  |
|  |                    |                    |                    |              |   |                   |                   |                   |   |  |                                |                                |                                | 4 |  |                      |                      |                      |  |
|  |                    |                    | 2                  | Puebla       | 0 |                   |                   |                   |   |  |                                |                                |                                |   |  |                      |                      |                      |  |
|  |                    |                    | 2                  | Puebla       | 0 |                   |                   |                   |   |  |                                |                                |                                |   |  |                      |                      |                      |  |
|  |                    |                    |                    |              |   |                   |                   |                   |   |  |                                |                                |                                |   |  |                      |                      |                      |  |
|  |                    |                    |                    |              |   |                   |                   |                   |   |  |                                |                                |                                |   |  |                      |                      |                      |  |
|  |                    | 3                  | Campeche           | 3            |   |                   |                   |                   |   |  |                                |                                |                                |   |  |                      |                      |                      |  |
|  |                    |                    |                    | 3            |   |                   |                   |                   |   |  |                                |                                |                                |   |  |                      |                      |                      |  |
|  |                    |                    | 2                  | Puebla       | 4 |                   |                   |                   |   |  |                                |                                |                                |   |  |                      |                      |                      |  |
|  |                    |                    | 2                  | Puebla       | 4 |                   |                   |                   |   |  |                                |                                |                                |   |  |                      |                      |                      |  |
|  |                    |                    |                    |              |   |                   |                   |                   |   |  |                                |                                |                                |   |  |                      |                      |                      |  |
|  |                    |                    |                    |              |   |                   |                   |                   |   |  |                                |                                |                                |   |  |                      |                      |                      |  |
|  |                    |                    |                    |              |   |                   | 2                 | Puebla            | 4 |  |                                |                                |                                |   |  |                      |                      |                      |  |
|  | Zona Sur           |                    |                    |              |   |                   | 2                 | Puebla            | 4 |  |                                |                                |                                |   |  |                      |                      |                      |  |
|  |                    |                    | 1                  | Quintana Roo | 2 |                   |                   |                   |   |  |                                |                                |                                |   |  |                      |                      |                      |  |
|  | 5                  | Oaxaca             | 1                  | Quintana Roo | 2 | 0                 |                   |                   |   |  |                                |                                |                                |   |  |                      |                      |                      |  |
|  | 5                  | Oaxaca             |                    |              |   |                   |                   |                   |   |  |                                |                                |                                |   |  |                      |                      |                      |  |
|  | 4                  | Ciudad del Carmen  | 1                  |              |   |                   |                   |                   |   |  |                                |                                |                                |   |  |                      |                      |                      |  |
|  | 4                  | Ciudad del Carmen  | 1                  |              | 4 | Ciudad del Carmen | 1                 |                   |   |  |                                |                                |                                |   |  |                      |                      |                      |  |
|  |                    |                    |                    |              | 4 | Ciudad del Carmen | 1                 |                   |   |  |                                |                                |                                |   |  |                      |                      |                      |  |
|  |                    |                    | 1                  | Quintana Roo | 4 |                   |                   |                   |   |  |                                |                                |                                |   |  |                      |                      |                      |  |
|  |                    |                    | 1                  | Quintana Roo | 4 |                   |                   |                   |   |  |                                |                                |                                |   |  |                      |                      |                      |  |
|  |                    |                    |                    |              |   |                   |                   |                   |   |  |                                |                                |                                |   |  |                      |                      |                      |  |
|  |                    |                    |                    |              |   |                   |                   |                   |   |  |                                |                                |                                |   |  |                      |                      |                      |  |
|  |                    |                    |                    |              |   |                   |                   |                   |   |  |                                |                                |                                |   |  |                      |                      |                      |  |
|  |                    |                    |                    |              |   |                   |                   |                   |   |  |                                |                                |                                |   |  |                      |                      |                      |  |

### Juego de comodines
| Equipo                                                                           | 1 | 2 | 3 | 4 | 5 | 6 | 7 | 8 | 9 | C | H | E |
| -------------------------------------------------------------------------------- | - | - | - | - | - | - | - | - | - | - | - | - |
| Saltillo                                                                         | 0 | 0 | 0 | 0 | 0 | 0 | 0 | 0 | 0 | 0 | 4 | 0 |
| 'Laguna'                                                                         | 0 | 0 | 2 | 0 | 0 | 1 | 2 | 0 | X | 5 | 9 | 0 |
| G: Felipe Arredondo (1-0, 0.00); P: Santiago Gutiérrez (0-1, 5.06); SV: No hubo. |   |   |   |   |   |   |   |   |   |   |   |   |
| HR: LAG - S. Gutiérrez (1), C. Quintero (1). ASIST: 8,926.                       |   |   |   |   |   |   |   |   |   |   |   |   |

| Equipo                                                                     | 1 | 2 | 3 | 4 | 5 | 6 | 7 | 8 | 9 | C | H | E |
| -------------------------------------------------------------------------- | - | - | - | - | - | - | - | - | - | - | - | - |
| Oaxaca                                                                     | 0 | 1 | 1 | 1 | 0 | 0 | 0 | 0 | 0 | 3 | 9 | 1 |
| 'Ciudad del Carmen'                                                        | 1 | 0 | 0 | 0 | 0 | 0 | 1 | 0 | 2 | 4 | 9 | 0 |
| G: Tiago da Silva (1-0, 0.00); P: Gabriel Alfaro (0-1, 6.75); SV: No hubo. |   |   |   |   |   |   |   |   |   |   |   |   |
| HR: CDC - G. Mejía (1 y 2). ASIST: 4,834.                                  |   |   |   |   |   |   |   |   |   |   |   |   |

### Primer Playoff
| Equipo                                                                     | 1 | 2 | 3 | 4 | 5 | 6 | 7 | 8 | 9 | C  | H  | E |
| -------------------------------------------------------------------------- | - | - | - | - | - | - | - | - | - | -- | -- | - |
| Laguna                                                                     | 0 | 0 | 1 | 0 | 0 | 0 | 0 | 0 | 0 | 1  | 6  | 0 |
| 'México'                                                                   | 1 | 0 | 6 | 0 | 7 | 3 | 0 | 1 | X | 18 | 21 | 0 |
| G: Arturo López (1-0, 1.50); P: Enrique Lechuga (0-1, 27.00); SV: No hubo. |   |   |   |   |   |   |   |   |   |    |    |   |
| HR: MEX - I. Terrazas (1). ASIST: 9,127.                                   |   |   |   |   |   |   |   |   |   |    |    |   |

| Equipo                                                                                  | 1 | 2 | 3 | 4 | 5 | 6 | 7 | 8 | 9 | C  | H  | E |
| --------------------------------------------------------------------------------------- | - | - | - | - | - | - | - | - | - | -- | -- | - |
| Laguna                                                                                  | 0 | 2 | 0 | 4 | 0 | 0 | 1 | 0 | 3 | 10 | 18 | 0 |
| 'México'                                                                                | 1 | 0 | 2 | 3 | 0 | 1 | 0 | 1 | 3 | 11 | 18 | 2 |
| G: Manny Acosta (1-0, 0.00); P: Tony Peña (0-1, 20.25); SV: No hubo.                    |   |   |   |   |   |   |   |   |   |    |    |   |
| HR: MEX - J. Gamboa (1), S. Gastélum (1), J. Amador (1), J. Lindsey (1). ASIST: 10,564. |   |   |   |   |   |   |   |   |   |    |    |   |

| Equipo                                                                          | 1 | 2 | 3 | 4 | 5 | 6 | 7 | 8 | 9 | C | H | E |
| ------------------------------------------------------------------------------- | - | - | - | - | - | - | - | - | - | - | - | - |
| México                                                                          | 0 | 0 | 0 | 0 | 0 | 0 | 0 | 0 | 0 | 0 | 5 | 0 |
| 'Laguna'                                                                        | 0 | 0 | 3 | 0 | 0 | 0 | 0 | 0 | X | 3 | 3 | 0 |
| G: Salvador Valdez (1-0, 0.00); P: Fabián Cota (0-1, 10.13); SV: Tony Peña (1). |   |   |   |   |   |   |   |   |   |   |   |   |
| HR: No hubo. ASIST: 8,261.                                                      |   |   |   |   |   |   |   |   |   |   |   |   |

| Equipo                                                                              | 1 | 2 | 3 | 4 | 5 | 6 | 7 | 8 | 9 | C | H  | E |
| ----------------------------------------------------------------------------------- | - | - | - | - | - | - | - | - | - | - | -- | - |
| 'México'                                                                            | 0 | 1 | 1 | 0 | 1 | 1 | 0 | 0 | 0 | 4 | 11 | 0 |
| Laguna                                                                              | 1 | 0 | 0 | 0 | 1 | 0 | 0 | 0 | 0 | 2 | 9  | 0 |
| G: Arturo López (2-0, 2.25); P: Felipe Arredondo (0-1, 5.40); SV: Manny Acosta (1). |   |   |   |   |   |   |   |   |   |   |    |   |
| HR: MEX - S. Gastélum (2); LAG - D. Madero (1), R. Mustelier (1). ASIST: 8,861.     |   |   |   |   |   |   |   |   |   |   |    |   |

| Equipo                                                                              | 1 | 2 | 3 | 4 | 5 | 6 | 7 | 8 | 9 | C  | H  | E |
| ----------------------------------------------------------------------------------- | - | - | - | - | - | - | - | - | - | -- | -- | - |
| México                                                                              | 3 | 0 | 3 | 1 | 0 | 0 | 0 | 0 | 0 | 7  | 8  | 0 |
| 'Laguna'                                                                            | 3 | 0 | 0 | 2 | 2 | 0 | 3 | 1 | X | 11 | 10 | 1 |
| G: Johan Yan (1-0, 2.25); P: Tony Córdoba (0-1, 7.71); SV: No hubo.                 |   |   |   |   |   |   |   |   |   |    |    |   |
| HR: MEX - J. Amador (2); LAG - F. Méndez (1, 2 y 3), S. González (1). ASIST: 7,218. |   |   |   |   |   |   |   |   |   |    |    |   |

| Equipo                                                                    | 1 | 2 | 3 | 4 | 5 | 6 | 7 | 8 | 9 | C | H  | E |
| ------------------------------------------------------------------------- | - | - | - | - | - | - | - | - | - | - | -- | - |
| Laguna                                                                    | 0 | 1 | 0 | 1 | 0 | 0 | 0 | 0 | 0 | 2 | 9  | 3 |
| 'México'                                                                  | 0 | 2 | 0 | 0 | 0 | 1 | 3 | 0 | X | 6 | 11 | 0 |
| G: Marlon Arias (1-0, 3.00); P: Salvador Valdez (1-1, 2.08); SV: No hubo. |   |   |   |   |   |   |   |   |   |   |    |   |
| HR: LAG - J. Linares (1). ASIST: 11,882.                                  |   |   |   |   |   |   |   |   |   |   |    |   |

| Equipo                                                                         | 1 | 2 | 3 | 4 | 5 | 6 | 7 | 8 | 9 | 10 | 11 | 12 | 13 | 14 | 15 | C | H  | E |
| ------------------------------------------------------------------------------ | - | - | - | - | - | - | - | - | - | -- | -- | -- | -- | -- | -- | - | -- | - |
| 'Monterrey'                                                                    | 0 | 0 | 4 | 0 | 0 | 0 | 0 | 2 | 0 | 0  | 0  | 0  | 0  | 0  | 1  | 7 | 12 | 1 |
| Monclova                                                                       | 0 | 0 | 0 | 0 | 0 | 0 | 3 | 2 | 1 | 0  | 0  | 0  | 0  | 0  | 0  | 6 | 12 | 3 |
| G: Adrián Garza (1-0, 0.00); P: Miguel Rubio (0-1, 0.00); SV: No hubo.         |   |   |   |   |   |   |   |   |   |    |    |    |    |    |    |   |    |   |
| HR: MTY - L. García (1); MVA - O. Ramírez (1), H. Arredondo (1). ASIST: 6,327. |   |   |   |   |   |   |   |   |   |    |    |    |    |    |    |   |    |   |

| Equipo                                                                            | 1 | 2 | 3 | 4 | 5 | 6 | 7 | 8 | 9 | C  | H  | E |
| --------------------------------------------------------------------------------- | - | - | - | - | - | - | - | - | - | -- | -- | - |
| 'Monterrey'                                                                       | 1 | 0 | 0 | 0 | 1 | 2 | 0 | 6 | 1 | 11 | 15 | 0 |
| Monclova                                                                          | 0 | 0 | 0 | 2 | 2 | 0 | 0 | 1 | 0 | 5  | 9  | 0 |
| G: César Carrillo (1-0, 0.00); P: Ángel Adrián Ramírez (0-1, 40.50); SV: No hubo. |   |   |   |   |   |   |   |   |   |    |    |   |
| HR: MTY - R. Álvarez (1), A. Murillo (1). ASIST: 4,988.                           |   |   |   |   |   |   |   |   |   |    |    |   |

| Equipo                                                                                   | 1 | 2 | 3 | 4 | 5 | 6 | 7 | 8 | 9 | C | H  | E |
| ---------------------------------------------------------------------------------------- | - | - | - | - | - | - | - | - | - | - | -- | - |
| Monclova                                                                                 | 0 | 0 | 2 | 0 | 0 | 0 | 1 | 0 | 0 | 3 | 10 | 1 |
| 'Monterrey'                                                                              | 0 | 3 | 1 | 1 | 1 | 0 | 0 | 0 | X | 6 | 10 | 0 |
| G: Carlos Monasterios (1-0, 4.50); P: Zack Segovia (0-1, 13.50); SV: Jonathan Arias (1). |   |   |   |   |   |   |   |   |   |   |    |   |
| HR: No hubo. ASIST: 5,762.                                                               |   |   |   |   |   |   |   |   |   |   |    |   |

| Equipo                                                                        | 1 | 2 | 3 | 4 | 5 | 6 | 7 | 8 | 9 | C | H  | E |
| ----------------------------------------------------------------------------- | - | - | - | - | - | - | - | - | - | - | -- | - |
| Monclova                                                                      | 0 | 0 | 0 | 0 | 0 | 1 | 0 | 0 | 0 | 1 | 9  | 2 |
| 'Monterrey'                                                                   | 0 | 3 | 0 | 3 | 0 | 1 | 1 | 0 | X | 8 | 16 | 0 |
| G: Jorge Castillo (1-0, 1.50); P: Francisco Córdova (0-1, 3.00); SV: No hubo. |   |   |   |   |   |   |   |   |   |   |    |   |
| HR: MVA - H. Arredondo (2). ASIST: 7,528.                                     |   |   |   |   |   |   |   |   |   |   |    |   |

| Equipo                                                                  | 1 | 2 | 3 | 4 | 5 | 6 | 7 | 8 | 9 | 10 | 11 | 12 | C | H  | E |
| ----------------------------------------------------------------------- | - | - | - | - | - | - | - | - | - | -- | -- | -- | - | -- | - |
| 'Ciudad del Carmen'                                                     | 0 | 1 | 0 | 0 | 0 | 1 | 0 | 0 | 0 | 0  | 0  | 5  | 7 | 11 | 1 |
| Quintana Roo                                                            | 0 | 0 | 1 | 0 | 1 | 0 | 0 | 0 | 0 | 0  | 0  | 0  | 2 | 4  | 0 |
| G: Jesús Barraza (1-0, 0.00); P: Iván Zavala (0-1, 27.00); SV: No hubo. |   |   |   |   |   |   |   |   |   |    |    |    |   |    |   |
| HR: CDC - A. Eggleston (1); TIG - R. Acosta (1). ASIST: 4,165.          |   |   |   |   |   |   |   |   |   |    |    |    |   |    |   |

| Equipo                                                                    | 1 | 2 | 3 | 4 | 5 | 6 | 7 | 8 | 9 | C | H  | E |
| ------------------------------------------------------------------------- | - | - | - | - | - | - | - | - | - | - | -- | - |
| Ciudad del Carmen                                                         | 0 | 0 | 0 | 1 | 0 | 0 | 1 | 0 | 0 | 2 | 8  | 0 |
| 'Quintana Roo'                                                            | 0 | 2 | 0 | 0 | 0 | 0 | 0 | 0 | 1 | 3 | 11 | 0 |
| G: Jesús Castillo (1-0, 0.00); P: Leobardo Moreno (-, ); SV: No hubo.     |   |   |   |   |   |   |   |   |   |   |    |   |
| HR: CDC - D. Urías (1); TIG - K. García (1), I. Franco (1). ASIST: 4,024. |   |   |   |   |   |   |   |   |   |   |    |   |

| Equipo | 1 | 2 | 3 | 4 | 5 | 6 | 7 | 8 | 9 | C  | H  | E |
| --- | - | - | - | - | - | - | - | - | - | -- | -- | - |
| 'Quintana Roo'                                                                                              | 2 | 0 | 2 | 3 | 3 | 0 | 0 | 0 | 0 | 10 | 14 | 0 |
| Ciudad del Carmen                                                                                           | 0 | 0 | 0 | 0 | 0 | 2 | 1 | 1 | 1 | 5  | 8  | 1 |
| G: Pablo Ortega (1-0, 3.86); P: Baudel Zambrano (0-1, 10.13); SV: No hubo.                                  |   |   |   |   |   |   |   |   |   |    |    |   |
| HR: TIG - G. Hernández (1), S. Contreras (1); CDC - R. Mateo (1), A. Valdez (1), J. Vega (1). ASIST: 8,064. |   |   |   |   |   |   |   |   |   |    |    |   |

| Equipo | 1 | 2 | 3 | 4 | 5 | 6 | 7 | 8 | 9 | C  | H  | E |
| --- | - | - | - | - | - | - | - | - | - | -- | -- | - |
| 'Quintana Roo'                                                                                             | 0 | 0 | 5 | 3 | 0 | 0 | 0 | 1 | 1 | 10 | 15 | 1 |
| Ciudad del Carmen                                                                                          | 1 | 5 | 0 | 0 | 1 | 0 | 0 | 0 | 0 | 7  | 11 | 0 |
| G: Francisco Rodríguez (1-0, 9.00); P: Juan Jesús Martínez (0-1, 7.36); SV: Esmailin Caridad (1).          |   |   |   |   |   |   |   |   |   |    |    |   |
| HR: TIG - I. Franco (2), K. Flores (1), S. Contreras (2), R. Nanita (1); CDC - R. Mateo (2). ASIST: 5,636. |   |   |   |   |   |   |   |   |   |    |    |   |

| Equipo                                                                                  | 1 | 2 | 3 | 4 | 5 | 6 | 7 | 8 | 9 | C | H | E |
| --------------------------------------------------------------------------------------- | - | - | - | - | - | - | - | - | - | - | - | - |
| 'Quintana Roo'                                                                          | 0 | 0 | 2 | 3 | 1 | 0 | 0 | 0 | 0 | 6 | 8 | 0 |
| Ciudad del Carmen                                                                       | 1 | 0 | 0 | 0 | 2 | 0 | 0 | 0 | 0 | 3 | 6 | 0 |
| G: Amauri Sanit (1-0, 3.75); P: Vanny Valenzuela (0-1, 5.40); SV: Esmailin Caridad (2). |   |   |   |   |   |   |   |   |   |   |   |   |
| HR: TIG - J. Vázquez (1), C. Gastélum (1); CDC - J. Vega (2). ASIST: 1,826.             |   |   |   |   |   |   |   |   |   |   |   |   |

| Equipo                                                                    | 1 | 2 | 3 | 4 | 5 | 6 | 7 | 8 | 9 | C | H  | E |
| ------------------------------------------------------------------------- | - | - | - | - | - | - | - | - | - | - | -- | - |
| Campeche                                                                  | 0 | 0 | 0 | 0 | 0 | 0 | 1 | 0 | 0 | 1 | 7  | 3 |
| 'Puebla'                                                                  | 0 | 1 | 2 | 0 | 3 | 3 | 0 | 0 | X | 9 | 14 | 0 |
| G: Andrés Meza (1-0, 0.00); P: Héctor Velázquez (0-1, 7.71); SV: No hubo. |   |   |   |   |   |   |   |   |   |   |    |   |
| HR: CAM - E. Aldazaba (1). ASIST: 7,141.                                  |   |   |   |   |   |   |   |   |   |   |    |   |

| Equipo                                                                       | 1 | 2 | 3 | 4 | 5 | 6 | 7 | 8 | 9 | C  | H  | E |
| ---------------------------------------------------------------------------- | - | - | - | - | - | - | - | - | - | -- | -- | - |
| 'Campeche'                                                                   | 6 | 0 | 1 | 0 | 0 | 1 | 4 | 4 | 0 | 16 | 18 | 1 |
| Puebla                                                                       | 0 | 1 | 3 | 0 | 0 | 0 | 3 | 0 | 4 | 11 | 14 | 1 |
| G: Rolando Valdez (1-0, 6.00); P: Sergio Espinosa (0-1, 13.50); SV: No hubo. |   |   |   |   |   |   |   |   |   |    |    |   |
| HR: CAM - A. Velázquez (1), J. Thurston (1), P. León (1). ASIST: 6,084.      |   |   |   |   |   |   |   |   |   |    |    |   |

| Equipo                                                                            | 1 | 2 | 3 | 4 | 5 | 6 | 7 | 8 | 9 | C | H | E |
| --------------------------------------------------------------------------------- | - | - | - | - | - | - | - | - | - | - | - | - |
| Puebla                                                                            | 0 | 1 | 0 | 0 | 0 | 1 | 0 | 0 | 0 | 2 | 5 | 1 |
| 'Campeche'                                                                        | 0 | 1 | 0 | 0 | 2 | 1 | 0 | 0 | X | 4 | 7 | 0 |
| G: Evan MacLane (1-0, 2.08); P: Mauricio Lara (0-1, 6.75); SV: Ricardo Gómez (1). |   |   |   |   |   |   |   |   |   |   |   |   |
| HR: PUE - L. Suárez (1), Ángel Berroa (1); CAM - Johan Limonta (1). ASIST: 5,654. |   |   |   |   |   |   |   |   |   |   |   |   |

| Equipo                                                                      | 1 | 2 | 3 | 4 | 5 | 6 | 7 | 8 | 9 | C | H | E |
| --------------------------------------------------------------------------- | - | - | - | - | - | - | - | - | - | - | - | - |
| 'Puebla'                                                                    | 0 | 3 | 0 | 1 | 0 | 0 | 1 | 0 | 0 | 5 | 8 | 0 |
| Campeche                                                                    | 0 | 0 | 0 | 0 | 0 | 0 | 0 | 0 | 0 | 0 | 7 | 2 |
| G: Héctor Galván (1-0, 0.00); P: Francisco Campos (0-1, 5.40); SV: No hubo. |   |   |   |   |   |   |   |   |   |   |   |   |
| HR: No hubo. ASIST: 6,128.                                                  |   |   |   |   |   |   |   |   |   |   |   |   |

| Equipo                                                                             | 1 | 2 | 3 | 4 | 5 | 6 | 7 | 8 | 9 | C | H | E |
| ---------------------------------------------------------------------------------- | - | - | - | - | - | - | - | - | - | - | - | - |
| 'Puebla'                                                                           | 0 | 0 | 0 | 1 | 0 | 0 | 1 | 1 | 0 | 3 | 9 | 0 |
| Campeche                                                                           | 0 | 0 | 0 | 0 | 1 | 1 | 0 | 0 | 0 | 2 | 6 | 0 |
| G: Andrés Meza (2-0, 1.38); P: Alan Guerrero (0-1, 3.86); SV: Pedro Rodríguez (1). |   |   |   |   |   |   |   |   |   |   |   |   |
| HR: PUE - S. Madera (1). ASIST: 6,083.                                             |   |   |   |   |   |   |   |   |   |   |   |   |

| Equipo                                                                                   | 1 | 2 | 3 | 4 | 5 | 6 | 7 | 8 | 9 | C | H  | E |
| ---------------------------------------------------------------------------------------- | - | - | - | - | - | - | - | - | - | - | -- | - |
| 'Campeche'                                                                               | 0 | 2 | 0 | 1 | 1 | 1 | 0 | 0 | 4 | 9 | 12 | 1 |
| Puebla                                                                                   | 0 | 0 | 0 | 1 | 0 | 0 | 0 | 2 | 0 | 3 | 6  | 3 |
| G: Rolando Valdez (2-0, 3.46); P: Sergio Espinosa (0-2, 9.58); SV: Ozzie Méndez (1).     |   |   |   |   |   |   |   |   |   |   |    |   |
| HR: CAM - J. Limonta (2), P. León (2); PUE - C. Tapia (1), S. Madera (2). ASIST: 10,275. |   |   |   |   |   |   |   |   |   |   |    |   |

| Equipo                                                                  | 1 | 2 | 3 | 4 | 5 | 6 | 7 | 8 | 9 | C | H  | E |
| ----------------------------------------------------------------------- | - | - | - | - | - | - | - | - | - | - | -- | - |
| Campeche                                                                | 0 | 0 | 0 | 0 | 0 | 0 | 0 | 0 | 0 | 0 | 6  | 1 |
| 'Puebla'                                                                | 2 | 0 | 0 | 0 | 0 | 1 | 2 | 0 | X | 5 | 14 | 1 |
| G: Mauricio Lara (1-1, 2.70); P: Evan MacLane (1-1, 3.21); SV: No hubo. |   |   |   |   |   |   |   |   |   |   |    |   |
| HR: No hubo. ASIST: 7,815.                                              |   |   |   |   |   |   |   |   |   |   |    |   |

### Series de Campeonato
| Equipo                                                                | 1 | 2 | 3 | 4 | 5 | 6 | 7 | 8 | 9 | C  | H  | E |
| --------------------------------------------------------------------- | - | - | - | - | - | - | - | - | - | -- | -- | - |
| Monterrey                                                             | 0 | 0 | 0 | 0 | 0 | 0 | 1 | 0 | 0 | 1  | 7  | 0 |
| 'México'                                                              | 0 | 1 | 0 | 3 | 1 | 3 | 1 | 2 | X | 11 | 14 | 0 |
| G: Arturo López (1-0, 1.42); P: Marco Tovar (0-1, 9.00); SV: No hubo. |   |   |   |   |   |   |   |   |   |    |    |   |
| HR: MEX - J. Lindsey (1), E. Ávila (1), J. Gamboa (1). ASIST: 12,187. |   |   |   |   |   |   |   |   |   |    |    |   |

| Equipo                                                                           | 1 | 2 | 3 | 4 | 5 | 6 | 7 | 8 | 9 | C | H  | E |
| -------------------------------------------------------------------------------- | - | - | - | - | - | - | - | - | - | - | -- | - |
| Monterrey                                                                        | 0 | 1 | 4 | 0 | 0 | 0 | 1 | 0 | 0 | 6 | 9  | 1 |
| 'México'                                                                         | 0 | 0 | 0 | 0 | 1 | 3 | 4 | 0 | X | 8 | 10 | 1 |
| G: Manny Acosta (1-0, 0.00); P: Hassan Pena (0-1, 54.00); SV: Juan Sandoval (1). |   |   |   |   |   |   |   |   |   |   |    |   |
| HR: MTY - R. Álvarez (1), H. Gómez (1); MEX - R. Urías (1). ASIST: 12,467.       |   |   |   |   |   |   |   |   |   |   |    |   |

| Equipo                                                                        | 1 | 2 | 3 | 4 | 5 | 6 | 7 | 8 | 9 | C  | H  | E |
| ----------------------------------------------------------------------------- | - | - | - | - | - | - | - | - | - | -- | -- | - |
| 'México'                                                                      | 1 | 3 | 2 | 5 | 0 | 1 | 0 | 1 | 1 | 14 | 21 | 1 |
| Monterrey                                                                     | 0 | 0 | 0 | 0 | 2 | 0 | 0 | 0 | 0 | 2  | 9  | 1 |
| G: Marco Duarte (1-0, 2.25); P: Carlos Monasterios (0-1, 21.60); SV: No hubo. |   |   |   |   |   |   |   |   |   |    |    |   |
| HR: MEX - J. Gamboa (2). ASIST: 9,352.                                        |   |   |   |   |   |   |   |   |   |    |    |   |

| Equipo                                                                             | 1 | 2 | 3 | 4 | 5 | 6 | 7 | 8 | 9 | C | H | E |
| ---------------------------------------------------------------------------------- | - | - | - | - | - | - | - | - | - | - | - | - |
| 'México'                                                                           | 0 | 0 | 5 | 0 | 0 | 0 | 0 | 0 | 0 | 5 | 5 | 2 |
| Monterrey                                                                          | 2 | 0 | 0 | 0 | 0 | 0 | 0 | 0 | 1 | 3 | 5 | 0 |
| G: Marlon Arias (1-0, 2.57); P: Jorge Castillo (0-1, 9.00); SV: Juan Sandoval (2). |   |   |   |   |   |   |   |   |   |   |   |   |
| HR: MEX - D. Clark (1), S. Gastélum (1). ASIST: 5,235.                             |   |   |   |   |   |   |   |   |   |   |   |   |

| Equipo | 1 | 2 | 3 | 4 | 5 | 6 | 7 | 8 | 9 | C | H  | E |
| --- | - | - | - | - | - | - | - | - | - | - | -- | - |
| 'Puebla' | 0 | 0 | 0 | 4 | 0 | 0 | 2 | 1 | 0 | 7 | 10 | 1 |
| Quintana Roo | 0 | 0 | 0 | 4 | 0 | 0 | 0 | 0 | 1 | 5 | 4  | 0 |
| G: Héctor Galván (1-0, 5.14); P: Adrián Ramírez (0-1, 18.00); SV: Pedro Rodríguez (1).                                                  |   |   |   |   |   |   |   |   |   |   |    |   |
| HR: PUE - F. Alejos (1), C. Tapia (1), A. Carreón (1), Á. Berroa (1); TIG - I. Franco (1), J. Vázquez (1), R. Nanita (1). ASIST: 5,868. |   |   |   |   |   |   |   |   |   |   |    |   |

| Equipo                                                                | 1 | 2 | 3 | 4 | 5 | 6 | 7 | 8 | 9 | C  | H  | E |
| --------------------------------------------------------------------- | - | - | - | - | - | - | - | - | - | -- | -- | - |
| Puebla                                                                | 0 | 0 | 1 | 0 | 0 | 1 | 0 | 0 | 0 | 2  | 4  | 1 |
| 'Quintana Roo'                                                        | 0 | 2 | 4 | 1 | 0 | 1 | 2 | 0 | X | 10 | 15 | 1 |
| G: Amauri Sanit (1-0, 1.29); P: Andrés Meza (0-1, 6.75); SV: No hubo. |   |   |   |   |   |   |   |   |   |    |    |   |
| HR: TIG - R. Nanita (2), S. Contreras (1). ASIST: 5,806.              |   |   |   |   |   |   |   |   |   |    |    |   |

| Equipo                                                                          | 1 | 2 | 3 | 4 | 5 | 6 | 7 | 8 | 9 | C | H  | E |
| ------------------------------------------------------------------------------- | - | - | - | - | - | - | - | - | - | - | -- | - |
| 'Quintana Roo'                                                                  | 0 | 1 | 0 | 5 | 0 | 3 | 0 | 0 | 0 | 9 | 13 | 1 |
| Puebla                                                                          | 2 | 2 | 1 | 0 | 0 | 0 | 0 | 0 | 3 | 8 | 13 | 4 |
| G: Francisco Rodríguez (1-0, 0.00); P: Mauricio Lara (0-1, 11.81); SV: No hubo. |   |   |   |   |   |   |   |   |   |   |    |   |
| HR: PUE - A. Carreón (2), C. Tapia (2). ASIST: 11,797.                          |   |   |   |   |   |   |   |   |   |   |    |   |

| Equipo | 1 | 2 | 3 | 4 | 5 | 6 | 7 | 8 | 9 | C  | H  | E |
| --- | - | - | - | - | - | - | - | - | - | -- | -- | - |
| Quintana Roo | 0 | 1 | 3 | 0 | 0 | 0 | 0 | 0 | 0 | 4  | 10 | 2 |
| 'Puebla' | 0 | 0 | 2 | 7 | 4 | 4 | 0 | 2 | X | 19 | 24 | 0 |
| G: Conrado Garza (1-0, 3.86); P: Francisco Cambuston (0-1, 36.00); SV: No hubo.                                                              |   |   |   |   |   |   |   |   |   |    |    |   |
| HR: TIG - R. Nanita (3), G. Hernández (1), J. Vázquez (2), S. Contreras (2); PUE - C. Tapia (3), S. Madera (1), F. Alejos (2). ASIST: 9,886. |   |   |   |   |   |   |   |   |   |    |    |   |

| Equipo                                                                  | 1 | 2 | 3 | 4 | 5 | 6 | 7 | 8 | 9 | C | H  | E |
| ----------------------------------------------------------------------- | - | - | - | - | - | - | - | - | - | - | -- | - |
| Quintana Roo                                                            | 0 | 0 | 0 | 0 | 0 | 1 | 0 | 0 | 0 | 1 | 9  | 1 |
| 'Puebla'                                                                | 0 | 0 | 2 | 2 | 0 | 0 | 1 | 3 | X | 8 | 17 | 0 |
| G: Héctor Galván (2-0, 3.38); P: Fabio Castro (0-1, 6.75); SV: No hubo. |   |   |   |   |   |   |   |   |   |   |    |   |
| HR: No hubo. ASIST: 12,008.                                             |   |   |   |   |   |   |   |   |   |   |    |   |

| Equipo                                                                        | 1 | 2 | 3 | 4 | 5 | 6 | 7 | 8 | 9 | C | H  | E |
| ----------------------------------------------------------------------------- | - | - | - | - | - | - | - | - | - | - | -- | - |
| 'Puebla'                                                                      | 0 | 0 | 0 | 1 | 0 | 0 | 4 | 0 | 4 | 9 | 11 | 0 |
| Quintana Roo                                                                  | 0 | 0 | 0 | 0 | 1 | 1 | 0 | 0 | 0 | 2 | 7  | 3 |
| G: Conrado Garza (2-0, 2.70); P: Amauri Sanit (1-1, 1.35); SV: No hubo.       |   |   |   |   |   |   |   |   |   |   |    |   |
| HR: PUE - S. Madera (2), J. del Campo (1); TIG - R. Acosta (1). ASIST: 7,031. |   |   |   |   |   |   |   |   |   |   |    |   |

### Serie del Rey
Los Diablos Rojos del México conquistaron su decimosexto título en la Liga Mexicana de Béisbol y alzaron la Copa Zaachila, al superar 4-0 a los Pericos de Puebla en la Serie del Rey. Seis años después de su título más reciente, la novena escarlata firmó un dramático y cerrado triunfo sobre los poblanos y se ciñe la decimosexta corona en su historia, tras una campaña de renovación por demás redonda. Así, con el Campeonato, Diablos Rojos se despide del Foro Sol, la que fue su casa durante los últimos 14 años.
El trofeo de Jugador Más Valioso fue para Juan Carlos Gamboa, luego de conectar el cuadrangular que dio el triunfo a los Diablos en la décima entrada del Juego 4, con el que conquistaron el gallardete.

#### Méxicovs.Puebla

##### Juego 1
6 de septiembre de 2014; Estadio Hermanos Serdán, Puebla, Puebla.
| Equipo                                                                            | 1 | 2 | 3 | 4 | 5 | 6 | 7 | 8 | 9 | C | H | E |
| --------------------------------------------------------------------------------- | - | - | - | - | - | - | - | - | - | - | - | - |
| 'México'                                                                          | 0 | 0 | 0 | 0 | 3 | 1 | 0 | 1 | 0 | 5 | 9 | 1 |
| Puebla                                                                            | 0 | 2 | 0 | 0 | 0 | 0 | 0 | 0 | 1 | 3 | 7 | 3 |
| G: Arturo López (1-0, 0.00); P: Mauricio Lara (0-1, 5.40); SV: Juan Sandoval (1). |   |   |   |   |   |   |   |   |   |   |   |   |
| HR: MEX - D. Clark (1); PUE - F. Alejos (1). ASIST: 17,543.                       |   |   |   |   |   |   |   |   |   |   |   |   |

- México lidera la serie 1-0.

##### Juego 2
7 de septiembre de 2014; Estadio Hermanos Serdán, Puebla, Puebla.
| Equipo                                                                               | 1 | 2 | 3 | 4 | 5 | 6 | 7 | 8 | 9 | C | H  | E |
| ------------------------------------------------------------------------------------ | - | - | - | - | - | - | - | - | - | - | -- | - |
| 'México'                                                                             | 0 | 0 | 1 | 0 | 0 | 0 | 0 | 3 | 2 | 6 | 10 | 1 |
| Puebla                                                                               | 0 | 0 | 1 | 1 | 1 | 1 | 1 | 0 | 0 | 5 | 12 | 4 |
| G: Manny Acosta (1-0, 0.00); P: Pedro Rodríguez (0-1, 13.50); SV: Juan Sandoval (2). |   |   |   |   |   |   |   |   |   |   |    |   |
| HR: MEX J. Gamboa (1); PUE - W. Taveras (1), S. Madera (1, 2 y 3). ASIST: 14,690.    |   |   |   |   |   |   |   |   |   |   |    |   |

- México lidera la serie 2-0.

##### Juego 3
9 y 10 de septiembre de 2014; Foro Sol, México, D. F.
| Equipo                                                                   | 1 | 2 | 3 | 4 | 5 | 6 | 7 | 8 | 9 | C | H  | E |
| ------------------------------------------------------------------------ | - | - | - | - | - | - | - | - | - | - | -- | - |
| Puebla                                                                   | 0 | 2 | 0 | 0 | 0 | 1 | 0 | 0 | 1 | 4 | 12 | 0 |
| 'México'                                                                 | 0 | 0 | 0 | 2 | 3 | 0 | 0 | 3 | X | 8 | 14 | 0 |
| G: Yair Lozoya (1-0, 2.25); P: Edgar Estudillo (0-1, *.**); SV: No hubo. |   |   |   |   |   |   |   |   |   |   |    |   |
| HR: MEX - I. Terrazas (1), D. Clark (2). ASIST: 19,897.                  |   |   |   |   |   |   |   |   |   |   |    |   |

- México lidera la serie 3-0.

##### Juego 4
11 de septiembre de 2014; Foro Sol, México, D. F.
| Equipo | 1 | 2 | 3 | 4 | 5 | 6 | 7 | 8 | 9 | 10 | C | H  | E |
| --- | - | - | - | - | - | - | - | - | - | -- | - | -- | - |
| Puebla | 0 | 0 | 0 | 0 | 3 | 2 | 0 | 0 | 3 | 0  | 8 | 12 | 2 |
| 'México' | 4 | 0 | 1 | 0 | 0 | 0 | 1 | 0 | 2 | 1  | 9 | 13 | 1 |
| G: Manny Acosta (2-0, 8.31); P: Pedro Rodríguez (0-2, 13.50); SV: No hubo.                                                                   |   |   |   |   |   |   |   |   |   |    |   |    |   |
| HR: PUE - F. Alejos (2), V. Gámez (1), S. Madera (4), J. del Campo (1); MEX - J. Lindsey (1), S. Gastélum (1), J. Gamboa (2). ASIST: 24,999. |   |   |   |   |   |   |   |   |   |    |   |    |   |

- México gana la serie 4-0.[24]

## Líderes
A continuación se muestran los lideratos tanto individuales como colectivos de los diferentes departamentos de bateo y de pitcheo.

### Bateo
| Categoría           | Individual                                 | Marca | Colectivo                                  | Marca |
| ------------------- | ------------------------------------------ | ----- | ------------------------------------------ | ----- |
| Porcentaje          | Sandy Madera (PUE)                         | .403  | Pericos de Puebla                          | .322  |
| Carreras Producidas | Frank Díaz (REY)                           | 101   | Diablos Rojos del México                   | 660   |
| Home Runs           | John Lindsey (MEX)                         | 33    | Sultanes de Monterrey                      | 134   |
| Carreras Anotadas   | Agustín Murillo (MTY) Chris Roberson (MTY) | 98    | Diablos Rojos del México                   | 721   |
| Hits                | Luis Borges (SAL)                          | 173   | Sultanes de Monterrey                      | 1,252 |
| Dobles              | Gabriel Gutiérrez (MEX)                    | 33    | Diablos Rojos del México                   | 239   |
| Triples             | Maxwell León (CAM) Alan Sánchez (OAX)      | 8     | Diablos Rojos del México                   | 35    |
| Bases Robadas       | Gilberto Mejía (CDC)                       | 49    | Sultanes de Monterrey Delfines del Carmen  | 96    |
| Slugging            | Sandy Madera (PUE)                         | .696  | Pericos de Puebla Diablos Rojos del México | .478  |

### Pitcheo
| Categoría         | Individual                               | Marca | Colectivo                                                                        | Marca |
| ----------------- | ---------------------------------------- | ----- | -------------------------------------------------------------------------------- | ----- |
| Efectividad       | Amauri Sanit (TIG)                       | 2.00  | Piratas de Campeche                                                              | 3.86  |
| Juegos Ganados    | Fabio Castro (TIG) Salvador Valdez (LAG) | 13    | Diablos Rojos del México                                                         | 70    |
| Ponches           | José Contreras (TIJ)                     | 140   | Toros de Tijuana                                                                 | 756   |
| Entradas Lanzadas | Lorenzo Barceló (AGS) José Piña (VER)    | 152.1 | Broncos de Reynosa                                                               | 999.0 |
| Juegos Completos  | Mario González (CDC)                     | 4     | Broncos de Reynosa                                                               | 7     |
| Blanqueadas       | Mario González (CDC)                     | 3     | Broncos de Reynosa Olmecas de Tabasco Tigres de Quintana Roo Delfines del Carmen | 9     |
| Juegos Salvados   | Pedro Rodríguez (PUE)                    | 33    | Pericos de Puebla                                                                | 34    |
| WHIP              | Amauri Sanit (TIG)                       | 1.07  | Delfines del Carmen                                                              | 1.35  |

## Designaciones
| Designación         | Ganador               | Equipo                   |
| ------------------- | --------------------- | ------------------------ |
| Jugador más valioso | Sandy Madera          | Pericos de Puebla        |
| Pitcher del año     | Amauri Sanit          | Tigres de Quintana Roo   |
| Relevista del año   | Tiago da Silva        | Delfines del Carmen      |
| Novato del año      | Carlos Figueroa       | Diablos Rojos del México |
| Retorno del año     | José Manuel Rodríguez | Saraperos de Saltillo    |
| Mánager del año     | Miguel Ojeda          | Diablos Rojos del México |
| Ejecutivo del año   | Alfredo Harp Helú     | Diablos Rojos del México |

## Acontecimientos relevantes
- 18 de marzo: Se dan a conocer cuatro nuevos integrantes del Recinto de la Fama del Béisbol Mexicano, luego de llevarse a cabo el conteo de votos en el Pabellón Sopladores del Parque Fundidora. Los nuevos miembros de este recinto en el rubro de jugadores, son: Fernando Valenzuela, Daniel Fernández y Ricardo Sáenz; mientras en el de directivos es Cuauhtémoc Rodríguez.
- 24 de marzo: Se anuncia que la LMB, en conjunto con la Secretaría de Salud, llevaría a cabo durante la temporada la campaña de responsabilidad social "1, 2, 3, Saludable con el Beis". La campaña involucró a los 16 clubes y estuvo vinculada con la Estrategia Nacional para la Prevención y Control de Sobrepeso, Obesidad y Diabetes.
- Los Acereros del Norte impusieron el récord de más hits dobles conectados por un equipo en una entrada, con seis, durante el primer juego de una doble cartelera ante los Tigres de Quintana Roo, en Monclova, Coahuila.
- Antonio Lamas de los Acereros del Norte empató un récord de LMB, al conectar dos hits dobles en el mismo inning. Se convirtió en el undécimo jugador en la historia del circuito en conseguirlo. El último jugador que logró esta hazaña fue Alan Sánchez, de los Guerreros de Oaxaca, quien lo hizo el 3 de junio de 2012 contra los Pericos de Puebla.[33]